# St. Martin (Thalwenden)

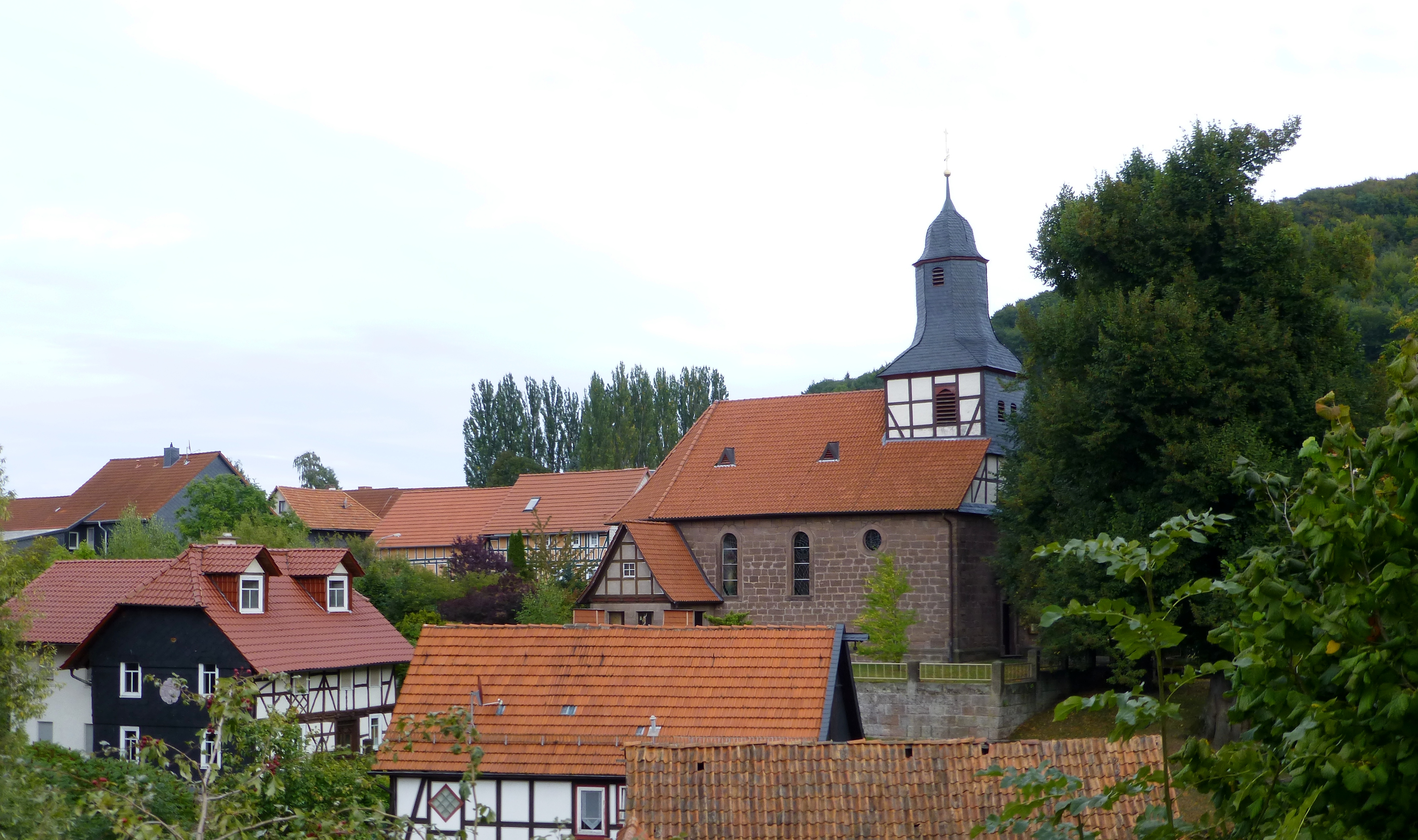
St. Martinus

Die römisch-katholische Filialkirche St. Martin steht in Thalwenden in der Landgemeinde Uder im thüringischen Landkreis Eichsfeld. Sie ist Filialkirche der Pfarrei St. Jakobus der Ältere Uder im Dekanat Heiligenstadt des Bistums Erfurt. Sie trägt das Patrozinium des heiligen Martin von Tours.

## Architektur

### Außenbeschreibung
In römischen Zahlen ist am Westportal die Jahreszahl 1748 eingemeißelt, die wohl auf die Vollendung des Baus weist. Die Fenster sind mit Rundbögen und einfachen Gewänden ausgestattet. Die Kirche besitzt einen Chor mit Fünfachtelschluss sowie einen geschieferten Dachreiterturm aus Fachwerk mit welscher Haube über der Westfront.

### Innenbeschreibung
Das Innere ist barock gestaltet. Ein überputzter Längsunterzug trägt die flach geputzte Decke mit, die nur von wenig Stuck verziert ist. Medaillons zeigen u. a. das Monogramm Christi und Maria, dazu kommt ein großes Deckengemälde in der Mitte. Gemalt wurden sie vom Kirchenmaler Richwien.

## Ausstattung
Das Altarbild ist modern, im Medaillon darüber steht „TRI – UNI ET AGNO“. Der Altar wird flankiert von zwei Figuren: Bonifatius und Martin. Auf einem Seitenaltar an der linken Chorwand steht eine Marienstatue, etwas in Richtung Kirchenschiff versetzt hängt darüber die Orgel. In einer Wandnische steht der Beichtstuhl, gekörnt von einem Heiligen Martin zu Pferde. Die Gestühlwangen sind entsprechend geschnitzt. Keine der beiden Glocken stammt aus der Erbauungszeit.